# Arkanoid
Arkanoid  (Japans:アルカノイド; Arukanoido) is een computer- en arcadespel van Taito uit 1986. Het is gebaseerd op Atari's Breakout uit de jaren zeventig van vorige eeuw.

## Spel
De speler lanceert de bal met een lanceerplatform. Dit platform wordt tevens door de speler van links naar rechts bediend met de bedoeling om te voorkomen dat de bal van het speelveld, dat aan een van de vier zijden open is, afvalt. Het platform blijft altijd op een lijn beneden in het speelveld.  
De bal stuitert tegen steentjes (blokjes) die zich hoger in het speelveld bevinden, en tegen de gesloten zijden van het speelveld. Als een steentje door de bal is geraakt, verdwijnt het. Als de speler alle steentjes heeft geraakt, gaat hij door naar het volgende niveau. In ieder niveau staan de steentjes in een ander patroon opgesteld. 
In hogere niveaus krijgt de speler te maken met steentjes die tweemaal geraakt moeten worden voordat ze verdwijnen, en met vijandelijke luchtschepen die met het balletje dienen te worden vernietigd. Sommige steentjes bevatten vallende power-up-capsules, die het door de speler bediende terugstuiterplatform breder maken (of juist smaller), een laserkanon activeren of alle aanwezige steentjes laten verdwijnen om zodoende direct naar het volgende niveau over te gaan.

## Ontwikkelteam
- Ontwerper: Akira Fujita
- Ontwikkelaar: Yasumasa Sasabe
- Assistent programmeur: Toru T.
- Grafische ontwerper: Onijust H.
- Muziek: Hisayoshi Ogura
- Geluidseffecten: Tadashi Kimijima
- Concepten: Akira Iwai

## Platforms
| Jaar | Platform                                                                                      |
| ---- | --------------------------------------------------------------------------------------------- |
| 1986 | Arcade, Atari ST, NES, PC-88                                                                  |
| 1987 | Amiga, Amstrad CPC, Atari 8-bit, BBC Micro, Commodore 64, MSX, PC-98, Thomson TO, ZX Spectrum |
| 1988 | Apple II, Apple IIgs, DOS, Macintosh                                                          |
| 1989 | TRS-80 CoCo                                                                                   |

## Ontvangst
| Beoordeeld door                         | Platform     | Jaar | Score |
| --------------------------------------- | ------------ | ---- | ----- |
| Computer and Video Games (CVG)          | Commodore 64 | 1987 | 100%  |
| Atari Gamer - XL-XE Game Review Edition | Atari 8-bit  | 2013 | 90%   |
| VicioJuegos.com                         | MSX          | 2009 | 89%   |
| Happy Computer                          | Commodore 64 | 1987 | 85%   |
| ATARImagazin                            | Atari ST     | 1987 | 80%   |
| Commodore User                          | Commodore 64 | 1987 | 80%   |
| All Game Guide                          | NES          | 1998 | 70%   |
| Game Freaks 365                         | NES          | 2005 | 54%   |
| The DOS Spirit                          | DOS          | 2008 | 50%   |
| Just Games Retro                        | NES          | 2003 | 50%   |

## Vervolg
Het spel kent een aantal vervolgtitels:
- Tournament Arkanoid (1987)
- Arkanoid 2: Revenge of Doh (1987)
- Arkanoid: Doh It Again (1997)
- Arkanoid Returns (1997)
- Arkanoid DS (2007)

Bovendien is het spel vaak gekopieerd door andere spelletjesmakers.

## Trivia
- Het spel is opgenomen in het boek 1001 Video Games You Must Play Before You Die van Tony Mott.